# مارشال تشيس
مارشال تشيس (بالإنجليزية: Marshall Chess)‏ هو ملحن ومنتج أسطوانات بريطاني، ولد في 13 مارس 1942 في شيكاغو في الولايات المتحدة.

## وصلات خارجية
- مارشال تشيس على موقع IMDb (الإنجليزية)
- مارشال تشيس على موقع ميوزك برينز (الإنجليزية)
- مارشال تشيس على موقع قاعدة بيانات الفيلم (الإنجليزية)